# HiComm
HiComm е най-голямото българско списание с технологична насоченост. Излиза всеки месец в тираж от 9500 броя, като всеки брой е с обем от 150 – 200 страници.
Списанието е решено в модерен стил на представяне на информацията – опростен дизайн, ярки, привлекателни илюстрации, текстови акценти, структурирано в блокове съдържание и други начини за привличане и задържане на вниманието на читателите.
От 2015 г. списанието е член на Асоциацията на европейските списания за аудио- и видеотехника EISA.